# Paul Mezzara

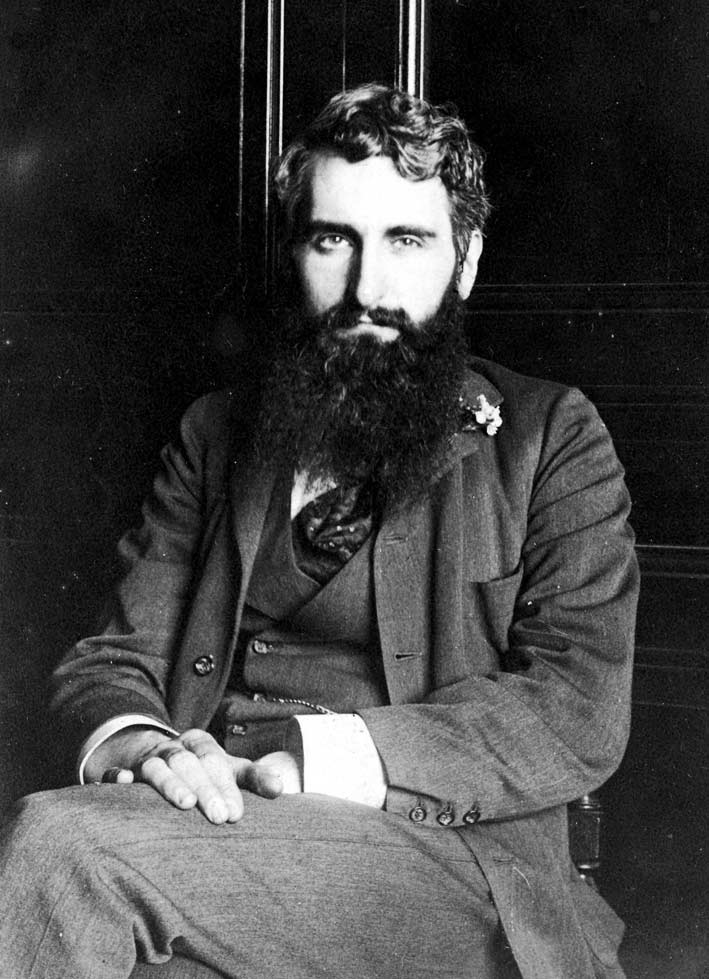
Paul-Mezzara

Paul Mezzara (Saint-Maur-des-Fossés, 22 augustus 1866 – Mazargues, 17 maart 1918) was een Frans kunstschilder, industrieel, decorateur, schrijver, mecenas en esotericus.

## Familie en afkomst
Paul Mezzara was de (onwettige) zoon van Auguste Hennessy (1800-1879) en Adèle Mezzara (1828-1907), die uit een kunstenaarsfamilie kwam. Paul was de kleinzoon van François Mezzara (1774-1845), een kunstschilder uit Rome en diens echtgenote, Angélique Foulon (1793-1868), eveneens kunstschilder.
Hij was de neef van Joseph Mezzara (1822-1901), beeldhouwer in de Verenigde Staten en schoonbroer van Édouard Manet.
Hij was de betovergrootvader van de Franse actrice Léa Seydoux (1985).

## Opleiding en levensloop
Paul Mezzara studeert aan de Académie Julian en later aan de Ecole des Beaux-Arts. In 1891 verlaat hij Frankrijk om tot 1900 in Venetië te wonen, waar hij het bekende kantatelier Melville & Ziffer opricht.
Hij stelt zich als doel de kunstambachten en in het bijzonder het kantwerk te moderniseren en opnieuw tot leven te brengen, waarvoor hij deelneemt aan Franse en internationale tentoonstellingen.
Tijdens de Eerste Wereldoorlog engageert hij zich als vrijwilliger verpleger. Daarnaast was hij pacifist en pionier in de gedachte van een Verenigd Europa.

## Esoterie
In 1900 ontmoet hij in Parijs August Vandekerkhove, alias S.U.Zanne, waar hij zich als een van de 24 geregistreerde discipelen van de Cosmosofie laat inschrijven. In de lijst met zijn persoonlijke discipelen die wekelijks zijn lessen volgden, staat Mezzara genoteerd als nr. 18. Deze nummering was van belang in verband met de wekelijkse katern die op een dertig exemplaren werd gedrukt en nominatief aan de leerlingen werd uitgedeeld.

## Publicaties
- Uitgever van het tijdschrift La Solidarité Mondiale, waarin hij onder meer werk van S.U. Zanne publiceert.
- Financier van het werk van S.U.Zanne: : Les Vingt-quatre cours introductoires-préparatoires aux "Principes et éléments de cosmosophie", en analyse de la nature dans l'homme et en synthèse de l'homme dans la nature.

## Nalatenschap
Zijn kantwerkbedrijf is samen met hem verdwenen, maar wellicht resten nog stukken kant door hem ontworpen voor de grote schouwburgen van Parijs.
Het voornaamste stuk van zijn nalatenschap is het Hotel Mezzara, een particuliere woning in Auteuil, dat bedoeld was als uitstalraam voor de vernieuwingen in de kunstambachten.

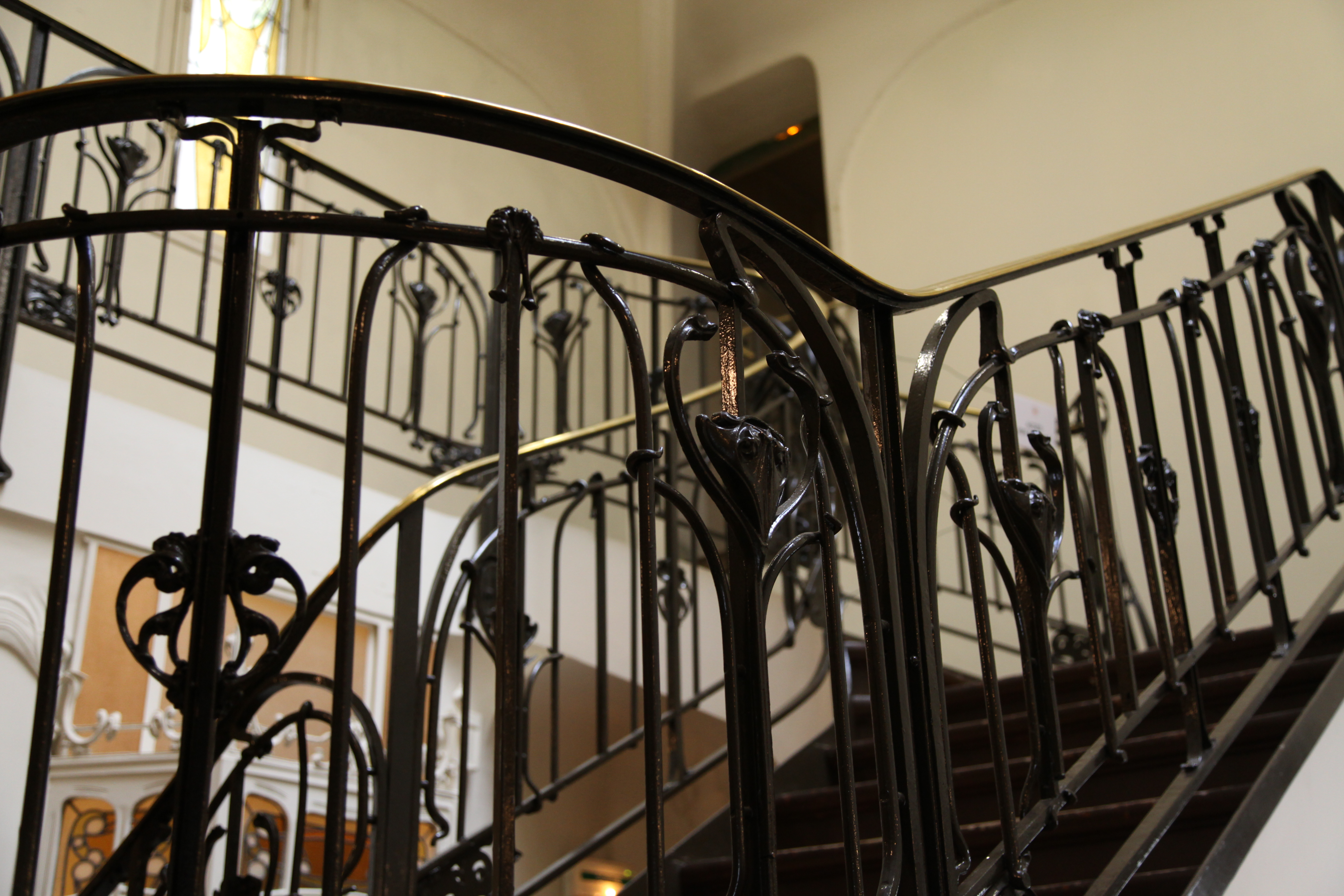
Trapzaal Hotel Mezzara

## Werken over Paul Mezzara
- Bruno Montamat, Paul Mezzara, un oublié de l'Art Nouveau, Paris, Mare et Martin, 2018